# Ord-Becken
Das Ord-Becken (engl.: Ord Basin) ist ein Sedimentbecken im Northern Territory von Australien.
In dem Sedimentbecken befinden sich etwa 3 km mächtige Gesteinsschichten, die vom Neoproterozoikum bis zum Karbon vor 540 bis 360 Millionen Jahren entstanden. Die in dem Becken vorhandenen Gesteine stammen aus vulkanischen Prozessen oder sind Kalksteine, Tonsteine und Sandsteine. Das Sedimentbecken überlagert teilweise die Kalkaindji-Provinz, das Birrindudu-Becken und Wolfe-Becken.
Das Becken enthält signifikante Vorkommen von Uran, die in Sandsteinvorkommen mineralisiert wurden und es gibt Untersuchungen nach Erdöl und Erdgas. Vorkommen von Kupfer- und Nickelerzen wurden mit Prospektionsarbeiten auf Wirtschaftlichkeit untersucht, dabei wurden zudem Gehalte von Platingruppenmetallen festgestellt. In deren Umfeld gibt es bereits Bergbauaktivitäten.